# 1948년 하계 올림픽 미국 선수단
1948년 하계 올림픽 미국 선수단은 영국 런던에서 열린 1948년 하계 올림픽에 참가한 미국 선수단이다.

## 메달리스트

### 금메달
- 해리슨 딜라드 — 육상 남자 100m

### 은메달
- 버니 에월 — 육상 남자 100m
- 버니 에월 — 육상 남자 200m

### 동메달
- 맬 휫필드 — 육상 남자 110m 허들